# Wendy Gazelle
Wendy Gazelle (* 10. dubna 1961, Cleveland, Ohio, USA) je americká herečka.

## Počátky
S herectvím začínala na letních hereckých kempech, později pak na Broadwayi.

## Kariéra
Před kamerou se poprvé objevila v roce 1985, konkrétně v celovečerním filmu Remo. Poté byla obsazována především do menších rolí, ať už v celovečerních filmech či televizních seriálech. K seriálům, kde jsme jí mohli spatřit, patří Cosby Show, Uprchlík, Akta X nebo Dr. House.
Zahrála si i v několika celovečerních filmech. Největší roli získala ve filmu Síť v hlavní roli se Sandrou Bullock, kde si zahrála Ruth Marxovou, která s dalšími kumpány sebrala hlavní hrdince snímku její identitu. Vidět jsme jí mohli i ve filmech jako Vítězství ducha s Willemem Dafoem nebo Dospívání v Queens s Kevinem Baconem a Johnem Malkovichem.

## Filmografie

### Filmy
- 1985 – Remo
- 1987 – Horké pronásledování, Sammy and Rosie Get Laid
- 1988 – The In Crowd, The Understudy: Graveyard Shift II
- 1989 – Vítězství ducha
- 1991 – Dospívání v Queens, Pokřivená srdce
- 1994 – Benders
- 1995 – Síť
- 1997 – Mrtví muži netančí

### Televizní filmy
- 1993 – Zločiny z vášně: Oběť lásky
- 1997 – Nic mi neříkej

### Seriály
- 1987 – Cosby Show, Crime Story
- 1992 – Brooklyn Bridge
- 1995 – The Single Guy
- 1996 – Chameleon
- 1997 – Návštěvník, Nothing Sacred, Advokáti
- 1999 – Doktoři z L.A., Get Real, Čmuchalové
- 2000 – Uprchlík
- 2001 – Pohotovost, Akta-X
- 2002 – Advokáti, For the People
- 2004 – Kriminálka Las Vegas, Dr. House
- 2005 – Chirurgové
- 2006 – Posel ztracených duší, Vražedná čísla
- 2008 – Kauzy z Bostonu
- 2009 – Private Practice, Eastwick